# Thuz Osváth
Thuz Osváth (1437 körül - Csázma, 1499. április 15 körül) - zágrábi püspök, aki Mátyás király különös kegye által került magas beosztásokba.

## Életpályája
Thuz Osvát nevét többször Szentlászlóinak is írják. Családját a Bő nemzetségből származónak tartják. Pontos születési helye ismeretlen, születési ideje 1437 körülre esik. 
Neve 1465-ben szerepelt először az okmányokban, ekkor Beatrix királyné unokaöccseként és egyúttal gyóntatójaként volt említve.
1465-ben Mátyás király Csupor Demeter zágrábi püspökségének jóváhagyásakor úgy rendelkezett, hogy Csupor a székvárosán kívül csak egy várat és egy uradalmat birtokolhat, és egyidejűleg neki adta a pécsváradi apátságot is. 
II. Pál pápa azonban nem helyeselve a püspökségek egyházi és világi megosztását és Mátyás király tudta nélkül Csupor Demetert a tinnini székről a zágrábira helyezte át, Thuz Osvát adm. és apáti megerősítését pedig visszautasította. 
Mátyás király a boszniai széket Csupor Demeternek kínálta fel, és Thuz Osvátot zágrábi püspöknek nevezte ki, de erről a zágrábi káptalant nem értesítette. 
Thuz is részt vett az 1471. évi összeesküvésben, majd 1472-ben az ő Medve vári birtokára menekült Janus Pannonius is a király haragja elől. 
Thuz Osvát neve 1474-ben tűnt fel ismét, mikor Berendi Bak Gáspár szepesi préposttal együtt békét kötött Ófalun a lengyel király biztosaival, majd 1479-ben már ismét mint Mátyás Lengyelországi követét említették. 
1480 őszén Beatrix királyné a Ferrarába tanulni és doktorálni küldött Thuz Osvát érdekében nővérének, Aragóniai Eleonóra ferrarai hercegnének a közbenjárását kérte. 
1481-ben újra hűtlenségbe esett, és fogságba is került, de Mátyás király még ekkor sem vonta meg tőle bizalmát, hanem 1489-ben a lengyel királyhoz küldte követségbe, ahhoz a Kázmérhoz, akivel évekkel előbb a püspök ellene szervezkedett. 
1490-ben Beriszló Bertalan vánai perjel Thuz Osvát több birtokát elfoglalta. 
Mátyás király halála után Thuz Osvátot az új király hívei között találjuk, szeptember 19-én ő koronázta meg Fehérváron II. Ulászlót a gyermek Estei Hippolit és az ugyancsak kiskorú Frangepán Gergely veszprémi prépost helyett, mivel azok ekkor még nem voltak fölszentelve. 
1492-ig ő volt Ulászló király első kincstartója is.
1492-ben a házfőnök halála után  II. Ulászlótól a glogoncai perjelség javaira adománylevelet kért és kapott is. 1496-ban pedig megkapta a királytól a johanniták gorai várát és jószágait, de az 1510-ben a vránai perjelé lett. 
A káptalan birtokát erődítménnyé alakíttatta át, a domonkosoknak új helyet adott, rendszeres vitái voltak a tizedek miatt a szlavóniai rendekkel; Corvin János ellensége volt.

## Emlékezete
Bár kortársai igen kapzsi embernek tartották, sokat költött az egyházra. Egyházmegyei zsinatot tartott. 1499. április 15-i végrendeletében 32 ezer aranyat hagyott Jajce, Nándorfehérvár, Szabács és Szörény várának megerősítésére; kinyomatta a zágrábi egyházmegye breviáriumát.
Nagy barátja volt a díszes könyveknek. Zágrábból ismert egy misszáléja - mely korábban Kálmáncsehi Domokos tulajdonában volt - és egy antifonáriuma is. Valamint átmenetileg valószínűleg Thúz Osváté volt egy Sevillában őrzött, Janus Pannonius verseit tartalmazó kötet is.  
Széke 1499. VI. 25-től egy ideig valószínűleg üres volt, utóda 1500. július 24-től Baratin Lukács lett.